# Xiaoduchuan (häradshuvudort i Kina, Hubei Sheng, lat 30,29, long 109,48)
Xiaoduchuan (kinesiska: 小渡船, 小渡船街道) är en häradshuvudort i Kina. Den ligger i provinsen Hubei, i den centrala delen av landet, omkring 460 kilometer väster om provinshuvudstaden Wuhan. Antalet invånare är 56 394. Befolkningen består av 28 605 kvinnor och 27 789 män. Barn under 15 år utgör 15,0 %, vuxna 15-64 år 77 %, och äldre över 65 år 7,0 %.
Runt Xiaoduchuan är det ganska tätbefolkat, med 124 invånare per kvadratkilometer. Närmaste större samhälle är Wuyangba, 2,3 km sydost om Xiaoduchuan. I omgivningarna runt Xiaoduchuan växer huvudsakligen savannskog.
Genomsnittlig årsnederbörd är 1 593 millimeter. Den regnigaste månaden är september, med i genomsnitt 282 mm nederbörd, och den torraste är december, med 19 mm nederbörd.